# Kathryn Beaumont
Kathryn Beaumont Levine (Londra, 27 giugno 1938) è un'attrice e doppiatrice britannica.

## Filmografia

### Attrice
- It Happened One Sunday, regia di Karel Lamač (1944)
- Su di un'isola con te (On an Island with You), regia di Richard Thorpe (1948)
- Il giardino segreto (The Secret Garden), regia di Fred M. Wilcox (1949)
- Il ritorno di Lassie
- (Challange to Lassie), regia di Richard Thorpe (1949)
- One Hour in Wonderland – speciale TV (1950)
- TV Reader's Digest – serie TV, episodio 2x06 (1955)
- Climax! – serie TV, episodio 1x23 (1955)

### Doppiatrice
- Alice nel Paese delle Meraviglie (Alice in Wonderland), regia di Clyde Geronimi, Wilfred Jackson ed Hamilton Luske (1951)
- Le avventure di Peter Pan (Peter Pan), regia di Clyde Geronimi, Wilfred Jackson ed Hamilton Luske (1953)
- From All of Us to All of You – speciale TV (1958)
- Noddy Goes to Toyland – cortometraggio animato, non accreditata (1963)
- House of Mouse - Il Topoclub (House of Mouse) – serie animata, episodi 3x04-3x07 (2002)
- La carica dei 101 II - Macchia, un eroe a Londra (101 Dalmatians II: Patch's London Adventure), regia di Jim Kammerud (2003)

## Doppiatrici italiane
Nelle versioni in italiano dei suoi film, Kathryn Beaumont è stata doppiata da:
- Vittoria Febbi in Su di un'isola con te, Il giardino segreto

Da doppiatrice è stata sostituita da:
- Vittoria Febbi in Alice nel Paese delle Meraviglie
- Loredana Randisi in Peter Pan (dialoghi)
- Tina Centi in Peter Pan (canto)
- Giuppy Izzo in Peter Pan (dialoghi) (ridoppiaggio 1986)
- Gianna Spagnulo in Peter Pan (canto) (ridoppiaggio 1986)
- Monica Ward in House of Mouse - Il Topoclub